# Vũ Đức Sao Biển
Vũ Đức Sao Biển (12 tháng 2 năm 1947 – 6 tháng 5 năm 2020) là một nhạc sĩ, nhà văn, nhà báo và nhà giáo người Việt Nam. Khi viết phiếm luận, ông dùng các bút danh Đồ Bì, Đinh Ba, Mạc Đại.

## Cuộc đời
Vũ Đức Sao Biển tên thật là Võ Hợi, sinh ngày 12 tháng 2 năm 1947, tại Tam Kỳ, Quảng Nam. Nguyên quán ông tại Duy Vinh, Duy Xuyên, Quảng Nam.
Năm 18 tuổi, ông vào Sài Gòn học Đại học Sư phạm (Ban Việt – Hán) và Đại học Văn khoa (ban Triết học phương Đông). Tháng 10 năm 1970, ông tốt nghiệp rồi xuống Bạc Liêu dạy học các môn Văn và Triết học bậc trung học tại Trường Công lập Bạc Liêu cho đến năm 1975.
Sau sự kiện 30 tháng 4 năm 1975, ông trở về Thành phố Hồ Chí Minh dạy học, có một thời gian làm tại phòng Giáo dục huyện Nhà Bè. Vừa dạy, ông vừa bắt đầu cộng tác với các báo: Tuổi Trẻ Cười, Thanh Niên, Kiến Thức Ngày Nay, Công an Thành phố Hồ Chí Minh, Pháp luật Thành phố Hồ Chí Minh,... Ông là thành viên Hội Nhạc sĩ Việt Nam lẫn Hội Nhà báo Việt Nam.
Mười năm sau đó, ông trở lại Bạc Liêu và sáng tác loạt ca khúc về Bạc Liêu và miền đất phương Nam. Những bài như Điệu buồn Phương Nam, Đêm Gành Hào nghe điệu hoài lang, Đau xót lý chim quyên, Trở lại Bạc Liêu, Trên sóng Cửu Long... là những tác phẩm được rất nhiều người yêu thích. Giai đoạn sau thập niên 2010, một số đài truyền hình trung ương và địa phương mời ông thực hiện phim tư liệu về tác giả và tác phẩm nhạc vàng.
Ngoài sáng tác nhạc, ông còn viết báo, tiểu thuyết, tiểu phẩm trào phúng và đặc biệt là phiếm luận về truyện kiếm hiệp Kim Dung (Kim Dung giữa đời tôi).
Năm 1999, theo gợi ý của Bí thư tỉnh ủy Bạc Liêu Nguyễn Văn Út, ông tiến hành phục dựng lại bài Dạ Cổ Hoài Lang đem cho nhạc sĩ Quốc Dũng hòa âm và ca sĩ Hương Lan, Hạnh Nguyên trình diễn lần đầu tiên trên sóng VTV1. Năm 2013, ông lại cùng ba nhà báo Anh Đức, Liêu Phúc Minh, Tố Loan dịch tiếp bản Dạ Cổ Hoài Lang ra ba thứ tiếng Anh, Pháp và Quan thoại.
Năm 2007, ông chuyển ngữ game Cửu Long Tranh Bá (9D Online) do VNG phát hành tại Việt Nam. Ông cũng tham gia viết lời bình ở phần phụ lục cho bộ truyện tranh Phong Vân và Anh hùng vô lệ.
Năm 2009, Trường Đại học Khoa học Xã hội và Nhân văn Thành phố Hồ Chí Minh mời ông thỉnh giảng hai môn “Tạp văn và tiểu phẩm” và "Tường thuật chuyên ngành văn hóa – nghệ thuật" cho Khoa Báo chí – Truyền thông của trường này.
Ông qua đời vào 23 giờ 25 phút ngày 6 tháng 5 năm 2020 tại tư gia, sau hai năm chống chọi với bệnh ung thư vòm họng.

## Âm nhạc

### Ca khúc sáng tác
- Ảo ảnh sương khói
- Ẩn ngữ trong hoa hồng
- Bài ca dựng đất
- Bài ca Vĩnh Long
- Bài thơ hoa cúc
- Bài thơ quê lụa
- Bầy lá hiên nhà (thơ Xuân Kỳ)
- Bên cầu thương nhớ
- Bolero trên bến Bắc Cần Thơ
- Cảm xúc Đà Nẵng
- Chào Cửu Long giang
- Chiều mơ
- Chị và em
- Chiều trên đồi
- Cỏ hoa hồn du mục
- Cõi tiêu dao
- Đàn và dây
- Đau xót lý chim quyên
- Điệu buồn phương Nam
- Đêm Gành Hào nghe điệu hoài lang
- Đôi mắt
- Đường về
- Giữa lòng phương Nam
- Gửi về nơi cuối đất
- Hát trên đồi Tăng Nhơn Phú
- Hoa trang vườn cũ
- Hoài niệm Trường Giang
- Huyền thoại Ngũ Hành Sơn
- Hương rừng
- Khúc Nam xuân
- Khúc tình ca bên cầu Giao Thủy
- Lứa đôi
- Lý vọng phu
- Mẹ Cửu Long
- Mẹ ơi
- Một đi không lại (thơ Xuân Kỳ)
- Một mình phiêu lãng
- Mùa xuân hát trên ngọn cây tùng
- Ngàn năm Mỹ Sơn
- Nghiêng cả sang tôi
- Người xưa
- Nhớ Quảng Nam
- O ka lơ mi
- Phố giáng hương
- Phượng nhớ Hoàng
- Rung lên lục lạc vàng
- Rượu hồng đào
- Sáu tỷ và một
- Sông Thu ngày ấy
- Suy tưởng bên hồ
- Tam Kỳ tươi đẹp
- Tạm biệt em yêu (thơ Xuân Kỳ)
- Tango trước biển
- Thoáng mơ trên đồi
- Thu, hát cho người
- Thu Sài Gòn
- Thương về Cà Mau
- Tiếng quốc đêm trăng
- Tình ca phương Nam
- Tình ca sông Hàn
- Tình lặng lẽ
- Tơ vàng
- Trà Vinh thương nhớ
- Trả yếm cho anh
- Trên sóng Cửu Long
- Trở lại Bạc Liêu
- Trở lại phố Hoài
- Vì sao ba ngôi (thơ Xuân Kỳ)
- Về bên cha
- Về đây người ơi (nhạc phim Cải Ơi)
- Về nhánh sông xưa
- Xa phố mười năm (thơ Xuân Kỳ)
- Xuân ca vô tận

### Sách nhạc
- Một ngày cho tình yêu (in chung với Ngô Thụy Miên, Nguyễn Đức Quang, Vũ Thành An, Trần Tú) Nhà xuất bản Khai Hóa, Sài Gòn 1971
- Thu hát cho người (Nhà xuất bản Trẻ 1998)
- Điệu buồn phương Nam (Nhà xuất bản Trẻ 2002)
- Vũ Đức Sao Biển – Năm mươi ca khúc tiêu biểu (Nhà xuất bản Thiên Vương 2008)
- Thu hát cho người (80 ca khúc Nhà xuất bản Đồng Nai)
- Đêm Gành Hào nghe điệu hoài lang – Trăm khúc tình ca (Nhà xuất bản Trẻ 2019)

### Đĩa nhạc
- Thu hát cho người (Công ty HSD 2000)
- Hoài niệm Trường Giang (Công ty VAFACO 2003)
- Khúc tình ca phương Nam (Công ty HSD 2002)

## Sách đã xuất bản
Danh sách này không đầy đủ, bạn cũng có thể giúp mở rộng danh sách.
| Tác phẩm                                                  | Thể loại             | Năm  | Nhà xuất bản                    | Ghi chú                                  |
| --------------------------------------------------------- | -------------------- | ---- | ------------------------------- | ---------------------------------------- |
| Bản báo cáo biết bay                                      | Tiểu phẩm trào phúng | 1983 | Nhà xuất bản Trẻ                | Bút danh Đồ Bì                           |
| Vạn tuế đàn ông                                           | Tiểu phẩm trào phúng | 1989 | Nhà xuất bản Trẻ                | Bút danh Đồ Bì                           |
| Vĩnh biệt thốt nốt                                        | Tiểu phẩm trào phúng | 1996 | Nhà xuất bản Trẻ                | Bút danh Đồ Bì                           |
| Thỏ thẻ cùng hoa hậu                                      | Tiểu phẩm trào phúng | 1998 | Nhà xuất bản Trẻ                | Bút danh Đồ Bì                           |
| Ba đời ham vui                                            | Tiểu phẩm trào phúng | 1999 | Nhà xuất bản Trẻ                | Bút danh Đồ Bì                           |
| Chuyện dây cà kéo ra dây bí                               | Tiểu phẩm trào phúng | 2010 | Nhà xuất bản Trẻ                | Bút danh Đồ Bì                           |
| Xuân dược                                                 | Tiểu phẩm trào phúng | 2013 | Nhà xuất bản Trẻ                | Bút danh Đồ Bì                           |
| Hoa hồng trên cát                                         | Tiểu thuyết          | 1989 | Nhà xuất bản Đồng Nai           |                                          |
| Ảo ảnh sương khói                                         | Tiểu thuyết          | 1991 | Nhà xuất bản Long An            |                                          |
| Kiếm hoàng hoa                                            | Tiểu thuyết          | 1995 | Nhà xuất bản Long An            |                                          |
| Sông lạc đường về                                         | Tiểu thuyết          | 2012 | Nhà xuất bản Trẻ                |                                          |
| Kiều Phong – Khát vọng của tự do                          | Biên khảo            | 1996 | Nhà xuất bản Trẻ                | Kim Dung giữa đời tôi – Quyển Thượng     |
| Thiên hạ đệ nhất mỹ nhân                                  | Biên khảo            | 1997 | Nhà xuất bản Trẻ                | Kim Dung giữa đời tôi – Quyển Trung      |
| Từ AQ đến Vi Tiểu Bảo                                     | Biên khảo            | 1999 | Nhà xuất bản Trẻ                | Kim Dung giữa đời tôi – Quyển Hạ         |
| Thanh kiếm và cây đàn                                     | Biên khảo            | 2000 | Nhà xuất bản Trẻ                | Kim Dung giữa đời tôi – Quyển Kết        |
| Nhân vật Kim Dung nhìn qua lăng kính pháp luật            | Biên khảo            | 2002 | Nhà xuất bản Trẻ                |                                          |
| Những vụ án kinh điển trong tiểu thuyết Kim Dung          | Biên khảo            | 2003 | Nhà xuất bản Trẻ                |                                          |
| Lắng nghe giai điệu Bolero                                | Biên khảo            | 2019 | Nhà xuất bản Trẻ                |                                          |
| Người mang số Q1 2629                                     | Phóng sự             | 1999 | Nhà xuất bản Trẻ                |                                          |
| Đi tìm sự thật                                            | Phóng sự             | 2000 | Nhà xuất bản Trẻ                |                                          |
| Đối thoại với bản án tử hình                              | Phóng sự             | 2001 | Nhà xuất bản Trẻ                |                                          |
| Ngôn ngữ từ những phiến cẩm thạch                         | Bút ký               | 1998 | Nhà xuất bản Trẻ                |                                          |
| 35 năm chuyện trò cùng chữ nghĩa                          | Bút ký               | 2003 | Nhà xuất bản Trẻ                |                                          |
| Úi chao, 60 năm                                           | Hồi ký               | 2007 | Nhà xuất bản Trẻ                |                                          |
| Tiếu ngạo giang hồ (8 tập)                                | Dịch                 | 2001 | Nhà xuất bản Trẻ                | Dịch chung Lê Thị Anh Đào, Trần Hải Linh |
| Hai tuồng hát bội                                         | Truyện ngắn          | 2010 | Nhà xuất bản Trẻ                |                                          |
| Thâm sơn kỳ cục án                                        | Truyện ngắn          | 2011 | Nhà xuất bản Trẻ                |                                          |
| Quảng Nam hay cãi                                         | Tạp văn              | 2010 | Nhà xuất bản Trẻ                |                                          |
| Án lạ phương Nam                                          | Bút ký               | 2011 | Nhà xuất bản Trẻ                |                                          |
| Phía sau mặt báo                                          | Bút ký               | 2011 | Nhà xuất bản Trẻ                |                                          |
| Dài & To                                                  | Tiểu luận            | 2011 | Nhà xuất bản Trẻ                |                                          |
| Hướng đến Chân Thiện Mỹ Triết lý dành cho tuổi thanh niên | Kỹ năng sống         | 2011 | Nhà xuất bản Trẻ                |                                          |
| Đối thoại với tuổi đôi mươi                               | Tản văn              | 2016 | Nhà xuất bản Trẻ                |                                          |
| Ơi, cái tuổi trăng tròn                                   | Kỹ năng sống         | 2018 | Nhà xuất bản Văn hóa – Văn nghệ |                                          |
| Lắng nghe giai điệu Boléro                                | Biên khảo            | 2019 | Nhà xuất bản Trẻ                |                                          |
| Phượng ca                                                 | Hồi ký               | 2019 | Nhà xuất bản Văn hóa – Văn nghệ |                                          |
| Miền Nam sống đẹp                                         | Tản văn              | 2019 | Nhà xuất bản Văn hóa – Văn nghệ |                                          |
| Quê nhà yêu dấu                                           | Truyện và ký         | 2020 | Nhà xuất bản Văn hóa – Văn nghệ |                                          |